# Bíboros vajvirág
A bíboros vajvirág (Orobanche purpurea)  a valódi kétszikűek ajakosvirágúak (Lamiales) rendjéhez, ezen belül a vajvirágfélék (Orobanchaceae) családjának névadó nemzetségéhez tartozó faj. Főleg Közép- és Dél-Európában, száraz lejtőkön, homokpusztaréteken él, 800 méter tszf.-ig. Magyarországon szórványosan fordul elő, többek közt a Kisalföld, valamint a Börzsöny területén él.
Gazdanövényei a cickafark, az üröm és a szártalan bábakalács.

## Leírása
25–45 cm magas évelő növény. Obligát élősködő, klorofillt nem tartalmaz. Szára csúcsán lilás vagy kékes színű, erősen mirigyszőrös, rajta 15-nél több pikkelylevél található. Június-július folyamán virágzik. A virág pártája 2–3 cm-es, felül kékes ibolya, alul sárgásfehér színű, sötétibolya erezettel. A pártacső a toroknál 5–7 mm széles. A portok kopasz, legfeljebb az alján szőrös. A virágkocsányon két szálas előlevél, a virág tövében egy murvalevél található. A virágokat lepkék porozzák. Toktermése van.